# Negueira de Muñiz
Negueira de Muñiz è un comune spagnolo di 259 abitanti situato nella comunità autonoma della Galizia.